# Solilokwium
Solilokwium albo soliloquium (etym. łac. solus loqui, mówić samemu) – sceniczna rozmowa z samym sobą, monolog niewypowiedzianych rozmyślań i refleksji, których celem jest określenie własnej postawy. Stosowany najczęściej w dramacie.
Za wzór tej formy uznawane są Soliloquia św. Augustyna.

## Solilokwium a monolog wewnętrzny
Główna różnica względem monologu wewnętrznego tkwi w świadomości istnienia realnego odbiorcy, do którego adresowane jest wystąpienie. Z tego powodu wypowiedź jest znacznie bardziej składna i spójna, może sięgać po elementy retoryki i w znacznie większym stopniu skupia się na przedstawieniu nieznanych odbiorcom faktów i wydarzeń (w przeciwieństwie do monologu wewnętrznego, w którym to postać obraca się w sobie znanych kontekstach, często chaotycznie pozlepianych).